# 稻垣浩
稻垣浩（いながき ひろし，1905年12月30日—1980年5月21日）是一位日本電影導演，出生於東京，擅長時代劇，也是日本電影史上重要的導演之一。

## 生平
出生於東京本鄉區駒處千駄木町（現今為文京區千駄木）
1944年初，“華影”迫於政治壓力與大日本映畫株式會社（簡稱大映）合拍了《春江遺恨》，這部影片被宣稱為大東亞電影歷史上的分界點。影片導演有兩個：“華影”的岳楓（後來被胡心靈替代），大映方面是稻垣浩（他對日本軍國主義不滿，借來華為川喜多長政拍片之便逃避拍攝“國策電影”）—摘自《雙城故事：中國早期電影的文化政治》，傅葆石著。第201頁。
稻垣浩的電影生涯，製作了34部電影，許多電影響譽國際，得過威尼斯影展金獅獎、奧斯卡特別獎等著名獎項，是當代知名的時代劇電影導演之一。

## 重要電影作品
- 1935年：《大菩薩嶺》
- 1943年：《車伕松五郎》（阪東妻三郎主演版本）
- 1950年：《佐佐木小次郎》
- 1952年：《戰國無賴》
- 1954年：《宮本武藏》－獲得奧斯卡特別獎
- 1955年：《宮本武藏 一乘寺決鬥》
- 1956年：《宮本武藏 決鬥巖流島》
- 1957年：《柳生武藝帳》
- 1958年：《車伕松五郎》（三船敏郎主演版本）

翻拍稻垣自己1943年的同名舊作，並獲得威尼斯影展金獅獎
- 1958年：《柳生武藝帳 雙龍秘劍》
- 1959年：《日本誕生》
- 1959年：《劍豪的一生》
- 1961年：《大坂城物語》
- 1962年：《忠臣藏》
- 1963年：《秘劍》
- 1964年：《士魂魔道 大龍卷》
- 1966年：《暴亂豪右衛門》
- 1967年：《佐佐木小次郎》
- 1969年：《風林火山》
- 1970年：《龍虎鏢客》

## 関連文献
- 稲垣浩　『ひげとちょんまげ 生きている映画史』　毎日新聞社、1966年初版　中公文庫、1981年
- 稲垣浩　『日本映画の若き日々』毎日新聞社、1978年初版　中公文庫、1983年
- 高瀬昌弘　『我が心の稲垣浩』　ワイズ出版　2000年
- 『千恵プロ時代 片岡千恵蔵・稲垣浩・伊丹万作 洒脱にエンターテインメント』
　冨田美香編、フィルムアート社、1997年

## 外部連結
- 稻垣浩在互联网电影资料库（IMDb）上的資料（英文）
- 稻垣浩在豆瓣上的资料（简体中文）
- 稻垣浩 （页面存档备份，存于）